# Marianne Sin-Pfältzer
Marianne Sin-Pfältzer (* 12. April 1926 in Hanau; † 27. August 2015 in Nuoro, Italien) war eine deutsche Fotografin.

## Leben
Marianne Pfältzer kam als 24-Jährige 1950 nach Sardinien, wo sie zunächst Anschluss an die Familie eines Marineoffiziers in La Maddalena fand. Sie erwarb eine Mittelformatkamera Agfa Isolette und konnte Persönlichkeiten wie Clelia Garibaldi porträtieren. Nach Ablauf der Aufenthaltsgenehmigung kehrte sie nach Deutschland zurück und studierte an der Bayerischen Staatslehranstalt für Photographie in München. Ab 1954 hielt sie sich in Paris und in der Provence auf, kehrte 1955 nach Sardinien zurück und wirkte als freischaffende Fotografin. Neben Prominenten wie Pablo Picasso in seinem Atelier in Südfrankreich porträtierte sie Land und Leben der einfachen Leute auf Sardinien. 
Im Jahr 1961 heiratete sie in Deutschland den koreanischen Architekten Dong-Sam Sin. Die Ehe hatte nicht lange Bestand, Sin-Pfältzer behielt jedoch den Doppelnamen. Ab 1976 wandte sie sich dem Entwerfen von Textilmustern zu. Die Stadt Hanau war an einer Würdigung ihres Werkes nicht interessiert, so dass sie 2005 ihren Ruhesitz auf Sardinien nahm. Sie starb nach einem Autounfall. Mehrere italienische Zeitungen veröffentlichten Nachrufe, die ihr fotojournalistisches Wirken für Sardinien hervorhoben.
Der Nachlass von Marianne Sin-Pfältzer mit rund 13.000 Negativen findet sich im Archiv des Verlages Ilisso in Nuoro. Dieser Verlag widmete ihr 2012 einen umfangreichen Bildband, der 327 ihrer Arbeiten vorstellt.

## Werke (Auswahl)
- mit D. H. Lawrence, Bernhard Brandl: Sardaigne. Clairefontaine, Lausanne 1964, OCLC 77487959.
  - Sardinien. Josef Keller, Starnberg 1964. (deutsche Ausgabe)
- mit Max Kruse: Fred und Peter. Eine Geschichte aus unseren Tagen. Hallwag, Bern/Stuttgart 1966.
- mit Bruno Horst Bull: Stummel. Die Geschichte eines Dackels. Dausien, Hanau 1974.
- Memorie di Sardegna: venticinque foto-grafiche. Editrice Fossataro, Cagliari 1976.
- Sardinien. Menschliche Landschaften. Aus dem Italienischen von Rainer Pauli. Ilisso Edizioni, Nuoro 2015.[5]